# 화천향교
화천향교(華川鄕校)는 대한민국 강원특별자치도 화천군 화천읍에 있는 향교이다. 1985년 1월 17일 강원특별자치도의 문화재자료 제102호로 지정되었다.

## 개요
향교는 공자와 여러 성현께 제사를 지내고 지방민의 교육과 교화를 위해 나라에서 세운 교육기관이다.
화천향교를 처음 지은 연대는 알 수 없으며, 한국전쟁 중 향교의 모든 건물이 불타 없어진 것을 1960년에 대성전과 내삼문을 다시 지었다. 1963년에는 담장공사를 하였고, 1975년에는 명륜당을 지었다.
지금 남아 있는 건물로는 대성전, 명륜당, 내삼문, 외삼문, 제기고 등이다.
외삼문 안에 앞면 4칸·옆면 2칸 규모의 명륜당이 있고, 계단을 올라가면 내삼문 안에 앞면 3칸·옆면 2칸의 대성전이 자리잡고 있다. 대성전은 공자를 비롯하여 중국과 우리나라 유학자의 위패를 모시고 제사지내는 곳이다.
조선시대에는 나라에서 토지와 노비·책 등을 지원받아 학생을 가르쳤으나, 지금은 교육 기능은 없어지고 제사 기능만 남아 있다.

## 참고 자료
- 화천향교 - 국가유산청 국가유산포털